# Torrey Craig
Torrey Craig, född 19 december 1990 i Columbia i South Carolina, är en amerikansk professionell basketspelare (PF/SF) som spelar för Boston Celtics i National Basketball Association (NBA). Han har tidigare spelat för Denver Nuggets, Milwaukee Bucks, Phoenix Suns, Indiana Pacers och Chicago Bulls.
Craig blev aldrig NBA-draftad.
Innan han blev proffs studerade Craig vid University of South Carolina Upstate och spelade för deras idrottsförening USC Upstate Spartans.